# Castellar del Vallès
Castellar del Vallès ist eine Stadt in der Provinz Barcelona, Katalonien (Spanien). Die Stadt liegt in der Comarca Vallès Occidental zwischen Sabadell (7 km entfernt) und Terrassa (11 km entfernt). Begrenzt wird das Gebiet von Castellar del Vallès durch die Gemeinden Sant Llorenç de Savall, Matadepera, Terrassa, Sabadell und Sentmenat.
Das Stadtgebiet umfasst 44,9 km² und wird von 25.322 Einwohnern (Stand: 2024) bewohnt, die auf verschiedene Stadtteile aufgeteilt sind, bewohnt (entspricht einer Bevölkerungsdichte von 555 Personen/km²). Die Stadt liegt auf einer Höhe von 331 Metern neben dem 1105 m hohen Berg La Mola.

## Gemeindepartnerschaft
Mit der spanischen Gemeinde Lahiguera in der Provinz Jaén (Andalusien) besteht eine Partnerschaft.